# Roel Abma
Roger Henri René (Roel) Abma (Roosendaal, 17 mei 1919 – 's-Gravenhage, Waalsdorpervlakte, 29 februari 1944) was een Nederlands ambtenaar en verzetsstrijder tijdens de Tweede Wereldoorlog.

## Biografie
Roel Abma werd geboren in Roosendaal, als zoon van Johannes Petrus Abma en Maria Catharina Adriana Bol. Zijn moeder overleed kort na zijn geboorte aan anaemie, waarna hij met zijn vader verhuisde; eerst naar Purmerend en vervolgens naar Hilversum. Vanaf 1930 woonde Abma in Utrecht. In 1932 werd hij toegelaten tot de eerste klas van de gemeentelijke HBS aan de Catharijnesingel. In 1936 slaagde hij voor de Mulo. Hij werkte bij het Rijksbureau voor Voedselvoorziening in Oorlogstijd.

### Tweede Wereldoorlog
Tijdens de Tweede Wereldoorlog deed Abma verzetswerk. Hij was bevriend met Leo Heij, die hij hielp met het stencilen en verspreiden van (de voorloper van) de verzetskrant Je Maintiendrai. Ook waren beiden lid van de verzetsgroep Oranje Vrijbuiters. In augustus 1943 werd de verzetsgroep, na een inval op hun hoofdkwartier aan de Nieuwegracht, opgerold. Abma was een van de laatste leden die door de SD werd gearresteerd. Hij werd in december 1943 opgepakt, na verraad door medelid Joop de Heus, die het adres van zijn verloofde aan de SD had doorgegeven. Vanaf 18 december 1943 zat Abma gevangen in het Oranjehotel in Scheveningen, in cel 527.
Op 28 februari 1944 volgde een proces voor het Polizeistandgericht, waarbij twintig Oranje Vrijbuiters, onder wie Abma, ter dood werden veroordeeld. Hij werd op 29 februari 1944 op de Waalsdorpervlakte gefusilleerd. Twee leden kregen gratie. De lichamen van de achttien gefusilleerde verzetsstrijders werden in een kuil gegooid.

### Na de oorlog
Na de oorlog werden de lichamen van de gefusilleerde verzetsstrijders op de Waalsdorpervlakte teruggevonden. De lichamen werden na identificatie tijdelijk begraven in een massagraf op de Algemene Begraafplaats in Den Haag. In 1946 vond een herbegrafenis plaats op Begraafplaats Tolsteeg in Utrecht. De achttien verzetsstrijders werden begraven in negen graven. Op 10 mei 1947 werd het grafmonument onthuld. Roel Abma deelt een graf met Tom Spoelstra.

## Eerbetoon
- Zijn naam staat vermeld op de Erelijst van Gevallenen 1940-1945.[9]
- Zijn naam staat vermeld op het digitaal Monument Oranjehotel.[10]